# Carlos Motta (umělec)
Carlos Motta (* 1978) je kolumbijský umělec žijící v New Yorku. Motta má mezioborovou praxi v oblasti filmu, fotografie a sochařství. Mottaova praxe zpochybňuje dominantní představy o sexualitě a genderu pomocí nesčetných archivních materiálů, uměleckohistorických odkazů a těla.

## Raný život a vzdělání
Motta se narodil a vyrostl v Bogotě v Kolumbii. Získal titul BFA z The School of Visual Arts v roce 2001 a titul MFA z Bard College v roce 2003. Motta navštěvoval nezávislý studijní program v Muzeu amerického umění Whitneyové během akademického roku 2005-2006.

## Dílo
V roce 2008 měl Motta svou první výstavu ve Philadelphii v Institutu současného umění. Rozsáhlý dokumentární projekt s názvem Carlos Motta: The Good Life, který začal v roce 2005, zkoumal historii a dopady americké intervencionistické politiky v Latinské Americe. Mezi umělcem a civilisty bylo provedeno více než 300 rozhovorů ve dvanácti různých latinskoamerických městech.
V roce 2009 měl Motta svou první samostatnou výstavu v New Yorku na MoMA PS1 v New Yorku s názvem On-site 1: Carlos Motta. Výstava zahrnovala dvě noviny a černou vinylovou nástěnnou malbu a zkoumala School of the Americas (SOA) – instituci z dob studené války sponzorovanou americkou vládou za účelem výcviku latinskoamerických vojáků v protipovstaleckých a vojenských taktikách. 
O rok později se Motta představil v Museo de Arte del Banco de la República v Bogotě.
V roce 2012 začal umělec pracovat na databázovém dokumentu wewhofeeldifferently.info v rámci programu New Museum 's Museum as Hub. Vyvrcholením projektu s názvem We Who Feel Differently se přiblížila a znovu projednala myšlenka sexuální a genderové „odlišnosti“ ve smyslu větší rovnosti. Součástí projektu byla výstava, několik veřejných akcí a sympozium s hostujícími řečníky.
V The Tanks v roce 2013 Motta zorganizoval sympozium Gender Talents: A Special Address, které zahrnovalo umělce a aktivisty jako Esben Esther Pirelli Benestad, Giuseppe Campuzano, J. Jack Halberstam, Beatriz Preciado, Dean Spade, Wu Tsang & Safra Project, Del LaGrace Volcano a další.
Motta často vystavoval s Galerií Vermelho, São Paulo, Brazílie, a PPOW Gallery, New York, New York.
Monografie Mottova díla vyšla začátkem roku 2020 v nakladatelství SKIRA. Kniha obsahuje eseje Hendrika Folkertse, Andrey Giunty, Miguela A. Lópeze a Agustína Péreze Rubia.
V roce 2022 měl Motta výstavu spolu s umělkyní Tiamat Legion Medusou v OCDChinatown. Výstava s názvem When I Leave This World obsahovala 26minutovou dvoukanálovou videoinstalaci, která se zaměřila na život a dílo performerky a umělkyně Tiamaty Legiony Medusy.

## Osobní život
Mottovým partnerem je spisovatel John Arthur Peetz, výkonný redaktor Movement Research, jedné z předních světových laboratoří pro tanec a pohybové formy.

## Vybrané samostatné výstavy
- Carlos Motta: We The Enemy, Mary Porter Sesnon Gallery, University of California Santa Cruz, 2020[18]
- Carlos Motta: We Got Each Other’s Back, Portland Institute of Contemporary Art (PICA), 2020[18]
- Carlos Motta: Billboard from “50 State Initiative”, Judd Foundation, New York, in collaboration with For Freedoms, 2020[18]
- Dialogues: David Wojnarowicz and Carlos Motta, P.P.O.W Gallery at ARCO, Madrid, 2019[18]
- Carlos Motta: Conatus, P.P.O.W Gallery, New York, 2019[19]
- Carlos Motta, Galeria Vermelho, São Paulo, 2019[18]
- Carlos Motta: Deseos, Galeria Vermelho, São Paulo, 2018[20]
- Carlos Motta: The Psalms, Discoveries, Art Basel Hong Kong with Mor Charpentier Galerie, Paříž, 2018[20]
- Carlos Motta: Petrificado, CDAN— Centro de Arte y Naturaleza, Fundación Beulas, Huesca, 2018
- Carlos Motta. Formas de libertad, Centro Cultural Matucana 100, Santiago de Chile, 2018
- Carlos Motta: L’oeuvre du Diable, Mor Charpentier Galerie, Paříž, 2018
- Carlos Motta: Corpo Fechado, Galeria Avenida da Índia (EGEAC), Lisabon, 2018
- Carlos Motta. Formas de libertad, Museo de Arte Moderno de Medellín (MAMM), 2017
- Carlos Motta: Lágrimas, Museo de Arte de la Universidad Nacional at the Claustro de San Agustín, Bogota, 2017
- The SPIT! Manifesto (with SPIT! (Carlos Motta, John Arthur Peetz and Carlos Maria Romero), Frieze Projects, Londýn, 2017
- Carlos Motta: The Crossing, Stedelijk Museum, Amsterdam, 2017[21]
- Carlos Motta: Desviaciones, Centro Cultural Gabriel García Márquez / Colombian Embassy in Spain, Madrid in collaboration with Mor Charpentier Galerie, Paříž, 2017
- Beloved Martina..., Mercer Union, Toronto, 2016
- Deviations, P.P.O.W Gallery, New York, 2016
- Histories for the Future, Pérez Art Museum (PAMM), Miami, 2016
- Desires, Hordaland Kunssenter, Bergen, 2016
- For Democracy There Must Be Love, Röda Sten Konsthall, Gothenburg, 2015
- Désirs, Mor.Charpentier Galerie, Paříž, 2015
- Patriots, Citizens, Lovers…, PinchukArtCentre, Kyjev, 2015
- Gender Talents (in the context of Charming for the Revolution: A Congress for Gender Talents and Wildness), The Tanks, Tate Modern, London (co-presented with Electra), 2013
- The Movers (with Matthias Sperling), The Tanks, Tate Modern, Londýn, 2013
- ritual of queer rituals (with AA Bronson), Witte de With, Rotterdam, 2013
- Museum as Hub: Carlos Motta: We Who Feel Differently, New Museum, New York, 2012[22]
- The Immigrant Files: Democracy Is Not Dead, It Just Smells Funny, Konsthall C, Stockholm, Sweden, Baltic Art Center (BAC), Visby, Švédsko, 2009